# Karl Frederick
Karl Frederick, né le 2 février 1881 à Chateaugay (New York) et mort le 11 février 1963 à Port Chester, est un tireur sportif américain. Il a remporté trois médailles olympiques.

## Palmarès
- Jeux olympiques de 1920 à Anvers (Belgique)[1]
  -  Médaille d'or au pistolet à 30 m par équipes.
  -  Médaille d'or au pistolet libre à 50 m.
  -  Médaille d'or au pistolet libre à 50 m par équipes.